# Zagonny Ząb
Zagonny Ząb (ok. 1760 m n.p.m.) – turniczka w północno-zachodniej grani Małołączniaka w Czerwonych Wierchach w Tatrach Zachodnich. Znajduje się pomiędzy Zagonną Przełęczą (ok. 1700 m) oddzielającą ją od Zagonnej Turni a przełączką Zagonne Wrótka (ok. 1750 m) oddzielającą ją od Skrajnej Małołąckiej Turni.
Zagonny Ząb zbudowany jest ze skał węglanowych i ma regularny, trójkątny profil. Jego wierzchołek porastają kępy kosodrzewiny. Na północno-wschodnią stronę, do Zagonu opada ścianą o wysokości ok. 80 m, na Zagonną Przełęcz stromym uskokiem o wysokości ok. 40 m. Z przełęczy tej można wejść na wierzchołek Zagonnego Zęba bardzo stromą skalisto-trawiastą rynną (I stopień trudności w skali UIAA). Zejście z wierzchołka do Zagonnych Wrótek jest łatwe.
Pod ścianą opadającą do Zagonu znajduje się jaskinia Nisza przy Zagonie.

## Przypisy

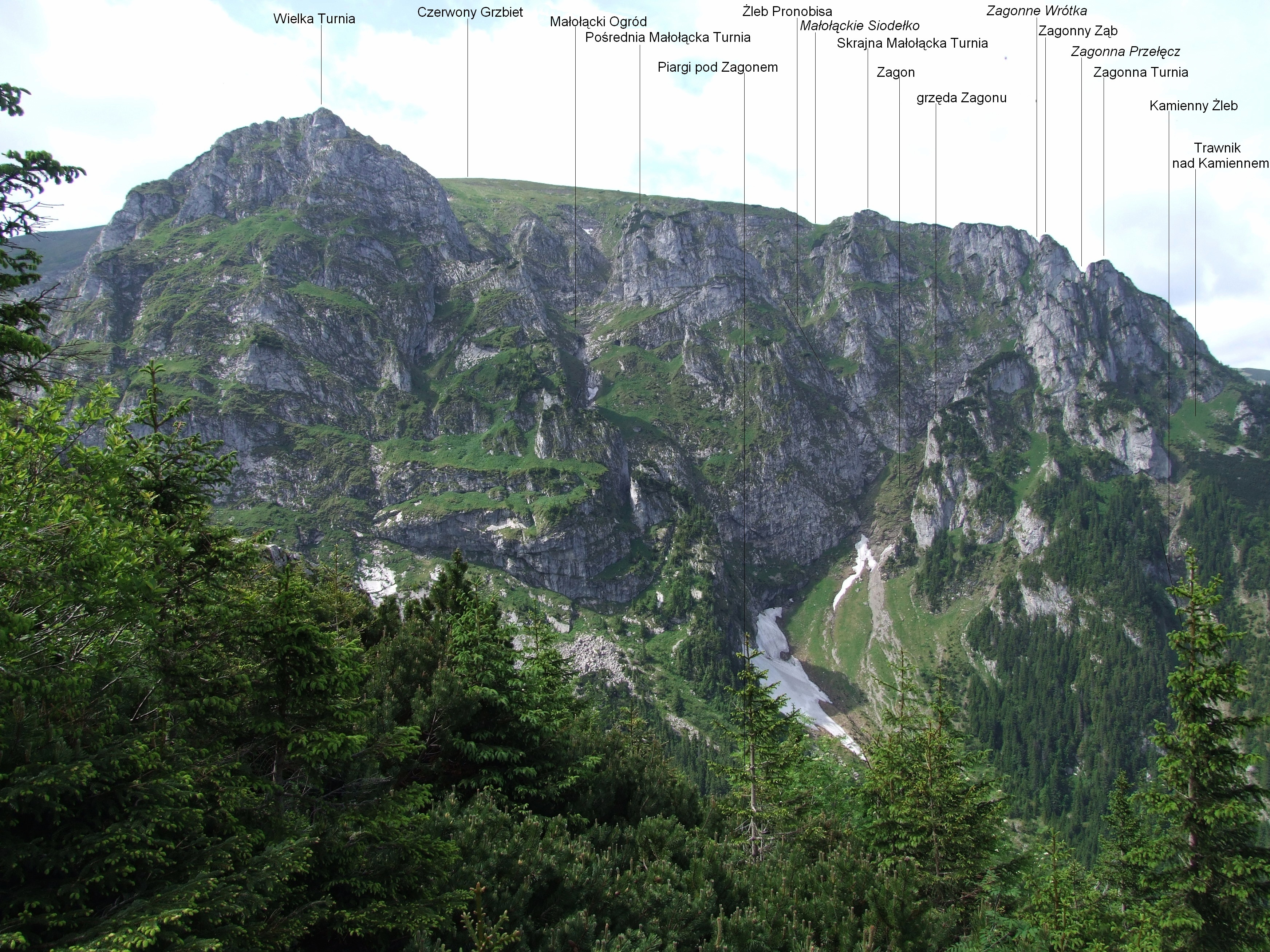
Widok od strony Doliny Małej Łąki